# Katz Jakab
Katz Jakab (sokszor Jacob Katz, Magyargencs, 1904. november 15. – Jeruzsálem, 1998. május 20.) magyar származású izraeli történész.

## Élete
Katz József vegyeskereskedő és Breznitz Berta gyermekeként született a Veszprém vármegyei Magyargencsen ortodox zsidó családban. Formális világi oktatásban alig volt része, az érettségit is magánúton tette le Frankfurtban, de fiatal korában számos jesivát látogatott, többek között Győrben, Bonyhádon, Sátoraljaújhelyen, Pozsonyban és Frankfurtban. Jesivákban szerezte meg gazdag rabbinikus tudását és formális rabbiképzettségét is, de jártasságot szerzett a hagyományos zsidó irodalom és a halákhikus tudósokat foglalkoztató problémák terén. Katz 1928-ban Németországba ment, először itt is jesivába járt, majd 1930-ban beiratkozott a frankfurti egyetem szociológia szakára, ahol Mannheim Károly és Norbert Elias tanítványa lett. Disszertációjában, amelyet Frankfurtban írt és védett meg 1935/1936-ban, a németországi zsidó asszimiláció kezdeteivel foglalkozott. 1936-ban Katz Londonba, majd Palesztinába ment, ahol eleinte tanítóként dolgozott. Izrael Állam 1948-as megalakulása után a Jeruzsálemi Héber Egyetemen kapott állást, ahol 1974-es nyugdíjba vonulásáig egyetemi tanárként dolgozott. 1969 és 1972 között az egyetem rektora volt.

## Fordítás
- Ez a szócikk részben vagy egészben  a   Jacob Katz című német Wikipédia-szócikk fordításán alapul.  Az eredeti cikk szerkesztőit annak laptörténete sorolja fel. Ez a jelzés csupán a megfogalmazás eredetét és a szerzői jogokat jelzi, nem szolgál a cikkben szereplő információk forrásmegjelöléseként.